# العلاقات الإكوادورية الإسواتينية
العلاقات الإكوادورية الإسواتينية هي العلاقات الثنائية التي تجمع بين الإكوادور وإسواتيني.

## مقارنة بين البلدين
هذه مقارنة عامة ومرجعية للدولتين:
| وجه المقارنة                                              | الإكوادور                      | إسواتيني                                   |
| --------------------------------------------------------- | ------------------------------ | ------------------------------------------ |
| المساحة (كم2)                                             | 283.56 ألف                     | 17.36 ألف                                  |
| عدد السكان (نسمة)                                         | 16.62 مليون                    | 1.37 مليون                                 |
| الكثافة السكانية (ن./كم²)                                 | 58.61                          | 78.92                                      |
| العاصمة                                                   | كيتو                           | لوبامبا، مبابان                            |
| اللغة الرسمية                                             | اللغة الإسبانية، كيشوا ‏، شوار ‏ | لغة إنجليزية، لغة سوازي                    |
| العملة                                                    | دولار أمريكي، سوكري إكوادوري   | ليلانغيني سوازيلندي                        |
| الناتج المحلي الإجمالي (بليون دولار)                      | 103.06 مليار                   | 4.41 مليار                                 |
| الناتج المحلي الإجمالي (تعادل القوة الشرائية) بليون دولار | 185.24 مليار                   | 11.13 مليار                                |
| الناتج المحلي الإجمالي الاسمي للفرد دولار أمريكي          | 6.21 ألف                       | 3.20 ألف                                   |
| الناتج المحلي الإجمالي للفرد دولار أمريكي                 | 11.37 ألف                      | 8.29 ألف                                   |
| مؤشر التنمية البشرية                                      | 0.746                          | 0.531                                      |
| رمز المكالمات الدولي                                      | +593                           | +268                                       |
| رمز الإنترنت                                              | .ec                            | .sz                                        |
| المنطقة الزمنية                                           | 00                             | التوقيت القياسي لجنوب أفريقيا، ت ع م+02:00 |

## منظمات دولية مشتركة
يشترك البلدان في عضوية مجموعة من المنظمات الدولية، منها:
| علم المنظمة | اسم المنظمة                        | تاريخ انضمام الإكوادور | تاريخ انضمام إسواتيني |
| ----------- | ---------------------------------- | ---------------------- | --------------------- |
|             | مؤسسة التنمية الدولية              | 7 نوفمبر 1961          | 22 سبتمبر 1969        |
|             | يونسكو                             | 22 يناير 1947          | 25 يناير 1978         |
|             | وكالة ضمان الاستثمار متعدد الأطراف | 12 أبريل 1988          | 18 أبريل 1990         |
|             | الأمم المتحدة                      | 21 ديسمبر 1945         | 24 سبتمبر 1968        |
|             | الاتحاد البريدي العالمي            | ?                      | ?                     |
|             | البنك الدولي للإنشاء والتعمير      | 28 ديسمبر 1945         | 22 سبتمبر 1969        |
|             | الاتحاد الدولي للاتصالات           | 17 أبريل 1920          | 11 نوفمبر 1970        |
|             | منظمة حظر الأسلحة الكيميائية       | ?                      | ?                     |
|             | مؤسسة التمويل الدولية              | 20 يوليو 1956          | 22 سبتمبر 1969        |
|             | منظمة التجارة العالمية             | ?                      | ?                     |
|             | منظمة الشرطة الجنائية الدولية      | ?                      | ?                     |

## وصلات خارجية
- موقع وزارة الخارجية الإكوادورية